# Stemma dello Yemen
Lo stemma dello Yemen è il simbolo araldico ufficiale del paese, adottato nel 1990. Raffigura l'aquila di Saladino che porta uno scudo su cui sono raffigurate una pianta di caffè e la diga di Ma'rib. Ai lati si trovano due bandiere nazionali, mentre in basso un cartiglio contiene la scritta del nome del paese:  الجمهورية اليمنية (in arabo: Al-Jumhuriyyah Al-Yamaniyah, Repubblica dello Yemen).

## Stemmi storici

### Yemen del Nord

#### Regno Mutawakkilita dello Yemen

Stemma del Regno Mutawakkilita dello Yemen (1956-1962)

#### Repubblica Araba dello Yemen

Stemma della Repubblica Araba dello Yemen (1962-1966)
Stemma della Repubblica Araba dello Yemen (1966-1974)
Stemma della Repubblica Araba dello Yemen (1974-1990)

### Yemen del Sud

#### Protettorato dell'Arabia Meridionale e Federazione dell'Arabia Meridionale

Stemma del Sultanato di Yafa Superiore, Stato parte del Protettorato dell'Arabia Meridionale
Stemma della Federazione dell'Arabia Meridionale

#### Repubblica Democratica Popolare dello Yemen

Stemma della Repubblica Popolare dello Yemen Meridionale (1967-1970)
Stemma della Repubblica Democratica Popolare dello Yemen (1970-1990)